# مرکرس-کیزلباخ
مرکرس-کیزلباخ (به آلمانی: Merkers-Kieselbach) یک شهر در آلمان است که در تورینگن واقع شده‌است. مرکرس-کیزلباخ  ۲٬۸۹۵ نفر جمعیت دارد.